# Pterois andover
Pterois andover är en fiskart som beskrevs av Allen och Erdmann 2008. Pterois andover ingår i släktet Pterois och familjen Scorpaenidae. Inga underarter finns listade i Catalogue of Life.